# ФК Европа
Европа (енгл. Europa F.C.), правописно неправилно Еуропа, гибралтарски је фудбалски клуб који наступа у Премијер лиги Гибралтара. Као и остали клубови у земљи, Европа као домаћин наступа на Стадиону Викторија.

## Историја
Клуб је основан 1925. године под именом Колеџ Космос. Оно је промењено 2013. године, након што је клуб напустила секција ФК Колеџ, с којим је извршена фузија 1980. Клуб се зове ФК Европа од 2015.

## Познатији тренери
Следећи тренери су са Европом остварили значајније успехе:
| Име               | Период           | Успеси                                                                                  |
| ----------------- | ---------------- | --------------------------------------------------------------------------------------- |
| Хозе Рекена       | 2014.            | Квалификације за Лигу Европе                                                            |
| Бруно Акраповић   | 2014/15.         | Премијер куп Гибралтара, квалификације за Лигу Европе                                   |
| Димас Караско     | 2015/16.         | Квалификације за Лигу Европе                                                            |
| Хуан Хозе Гаљардо | 2016/2017. 2018. | Домаћа триплета 2016/17, друга рунда квалификација за Лигу Европе, Куп Гибралтара 2018. |

## Успеси
- Премијер лига

Шампион (7): 1928/29, 1929/30, 1931/32, 1932/33, 1937/38, 1951/52, 2016/17.
Вицешампион (5): 2014/15, 2015/16, 2017/18, 2018/19, 2020/21.
- Друга лига

Шампион (1): 2012/13.
- Куп Гибралтара

Шампион (8): 1938, 1946, 1950, 1951, 1952, 2017, 2017/18, 2019.
Финалиста (2): 2014, 2016.
- Лига куп Гибралтара

Шампион (1): 2014/15.
- Суперкуп Гибралтара

Шампион (3): 2016, 2018, 2019.
Финалиста (2): 2015, 2017.

## Статистике у европским такмичењима
| Сезона   | Такмичење     | Коло | Клуб              | Домаћин | Гост  | Резултат |
| -------- | ------------- | ---- | ----------------- | ------- | ----- | -------- |
| 2014/15. | Лига Европе   | 1К   | Вадуц             | 0 : 1   | 0 : 3 | 0 : 4    |
| 2015/16. | Лига Европе   | 1К   | Слован Братислава | 0 : 6   | 0 : 3 | 0 : 9    |
| 2016/17. | Лига Европе   | 1К   | Пјуник            | 2 : 0   | 1 : 2 | 3 : 2    |
| 2016/17. | Лига Европе   | 2К   | АИК               | 0 : 1   | 0 : 1 | 0 : 2    |
| 2017/18. | Лига шампиона | 1К   | Њу сејнтс         | 1 : 3   | 2 : 1 | 3 : 4    |
| 2018/19. | Лига Европе   | ПР   | Приштина          | 1 : 1   | 0 : 5 | 1 : 6    |
| 2019/20. | Лига Европе   | ПР   | Сант Ђулија       | 4 : 0   | 2 : 3 | 6 : 3    |
| 2019/20. | Лига Европе   | 1К   | Легија Варшава    | 0 : 0   | 0 : 3 | 0 : 3    |
| 2020/21. | Лига шампиона | 1К   | Црвена звезда     | Н/Д     | 0 : 5 | 0 : 5    |
| 2020/21. | Лига Европе   | 2К   | Јургорден         | Н/Д     | 1 : 2 | 1 : 2    |

Напомене
- 1К: прво коло квалификација
- 2К: друго коло квалификација
- ПР: прелиминарна рунда

## Тренутни састав
Ажурирано 10. августа 2020.
| Бр. |           | Позиција | Играч                         |
| --- | --------- | -------- | ----------------------------- |
| 1   | Шпанија   | Г        | Хави Муњоз (заменик капитена) |
| 2   | Гибралтар | О        | Итан Џоли                     |
| 4   | Шпанија   | О        | Олмо Гонзалес                 |
| 5   | Гана      | О        | Ибрахим Ају                   |
| 7   | Шпанија   | С        | Хуампе                        |
| 8   | Шпанија   | С        | Алекс Киљо                    |
| 9   | Шпанија   | Н        | Адријан Галардо               |
| 10  | Гибралтар | С        | Лајам Вокер (капитен)         |
| 11  | Гибралтар | Н        | Мајкл Јоме                    |
| 12  | Гибралтар | О        | Џејс Оливеро                  |

| Бр. |           | Позиција | Играч              |
| --- | --------- | -------- | ------------------ |
| 14  | Шпанија   | О        | Серхио Санчез      |
| 16  | Шпанија   | С        | Алехандро Авилес   |
| 17  | Шпанија   | С        | Марко Роса Бланко  |
| 19  | Шпанија   | Н        | Ману Димас         |
| 22  | Шпанија   | С        | Вили               |
| —   | Шпанија   | Г        | Емилио Хозе Ромеро |
| —   | Шпанија   | С        | Блас Алварез       |
| —   | Гибралтар | С        | Мохамед Бадр       |
| —   | Гана      | С        | Квадво Поку        |
| —   | Шпанија   | С        | Давид Полако       |